# Clase Caio Duilio (1913)

La Clase Andrea Doria, también conocida como Clase Caio Duilio, estaba compuesta por dos acorazados que sirvieron en la Regia Marina (Marina de Guerra del Reino de Italia). Fueron construidos en los astilleros de La Spezia y de Castellammare entre 1912 y 1915. Dichas naves eran versiones mejoradas de los acorazados de la clase Conte di Cavour. Aunque ambas naves fueron terminadas durante la Primera Guerra Mundial, no llegaron a intervenir en ningún combate. Ambas fueron modernizadas extensivamente antes de la Segunda Guerra Mundial. 

## Naves de esta Clases
- Andrea Doria, botado en 1913
- Caio Duilio, botado en 1913